# Vágfelli
Vágfelli är ett berg i Färöarna (Kungariket Danmark).   Det ligger i sýslan Suðuroyar sýsla, i den södra delen av landet, 60 km söder om huvudstaden Tórshavn. Toppen på Vágfelli är 144 meter över havet. Vágfelli ligger på ön Suðuroy.
Terrängen runt Vágfelli är lite kuperad. Havet är nära Vágfelli söderut. Runt Vágfelli är det ganska glesbefolkat, med 29 invånare per kvadratkilometer. Närmaste större samhälle är Vágur, 1,6 km söder om Vágfelli. Trakten runt Vágfelli består i huvudsak av gräsmarker.